# Große Straße 30 (Wittenburg)

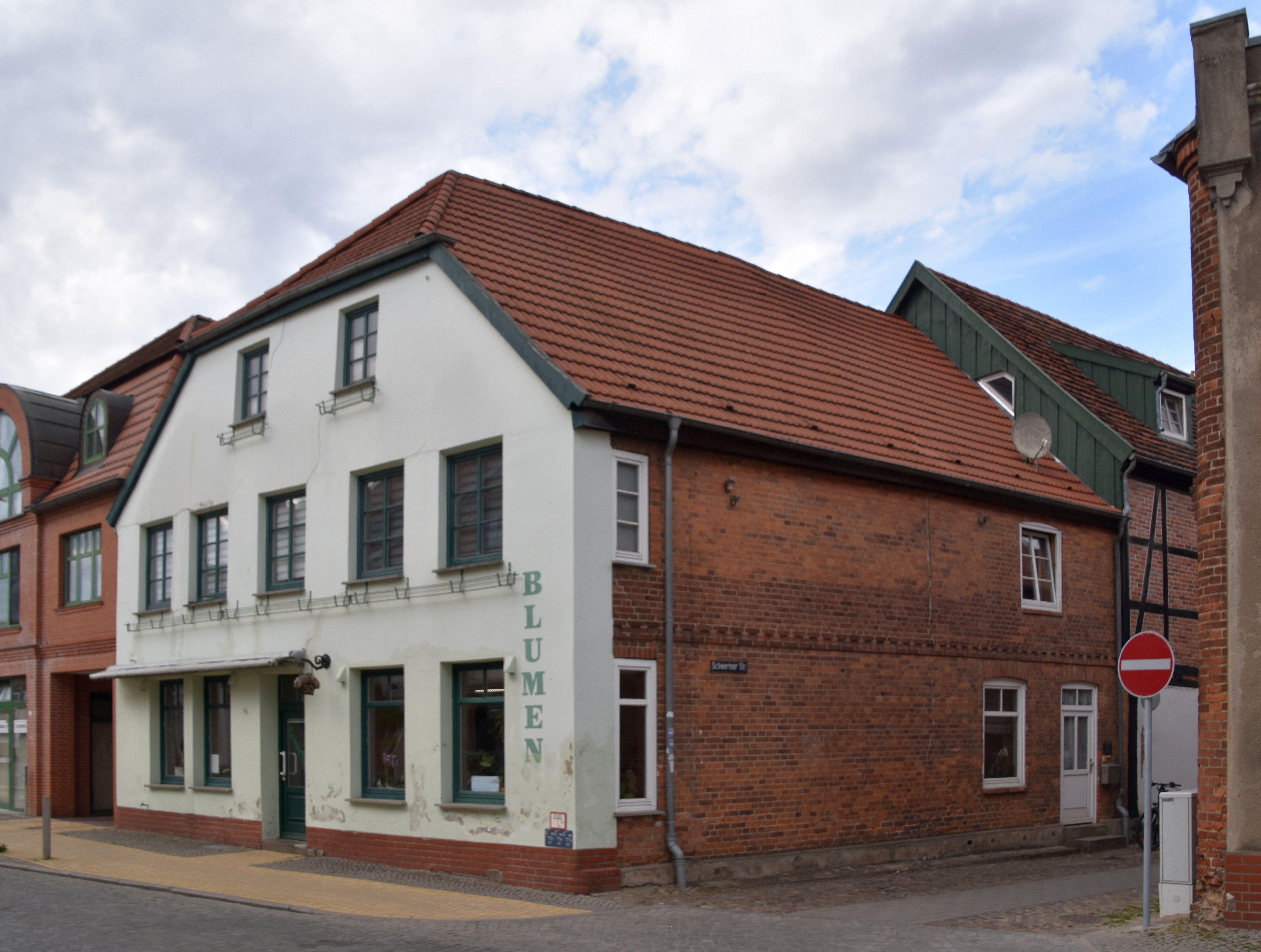
Große Straße 30 (2022)

Das Wohn- und Geschäftshaus Große Straße 30 in Wittenburg (Mecklenburg-Vorpommern) an der Ecke zur Schweriner Straße stammt vermutlich aus dem 18. Jahrhundert.
Das Gebäude steht unter Denkmalschutz.

## Geschichte
Die Stadt Wittenburg mit 6303 Einwohnern (2020) wurde erstmals 1194 als provincie erwähnt und 1230 als civitas (Stadt).
Das zweigeschossige verputzte Giebelhaus mit dem Krüppelwalmdach wurde wohl, wie andere ähnliche Giebelhäuser an der Großen Straße, im 18. Jahrhundert gebaut. Nach 1903 wurden die Fenster im Erdgeschoss für einen Laden verändert.
Im Rahmen der Städtebauförderung und Denkmalförderung erhielt die Fassade um 1993/94 ihre alten Proportionen; Fenster und Dach wurden erneuert. Nach 1996 folgten weitere Sanierungen.